# Batalla de Chantonnay (5 setembre 1793)

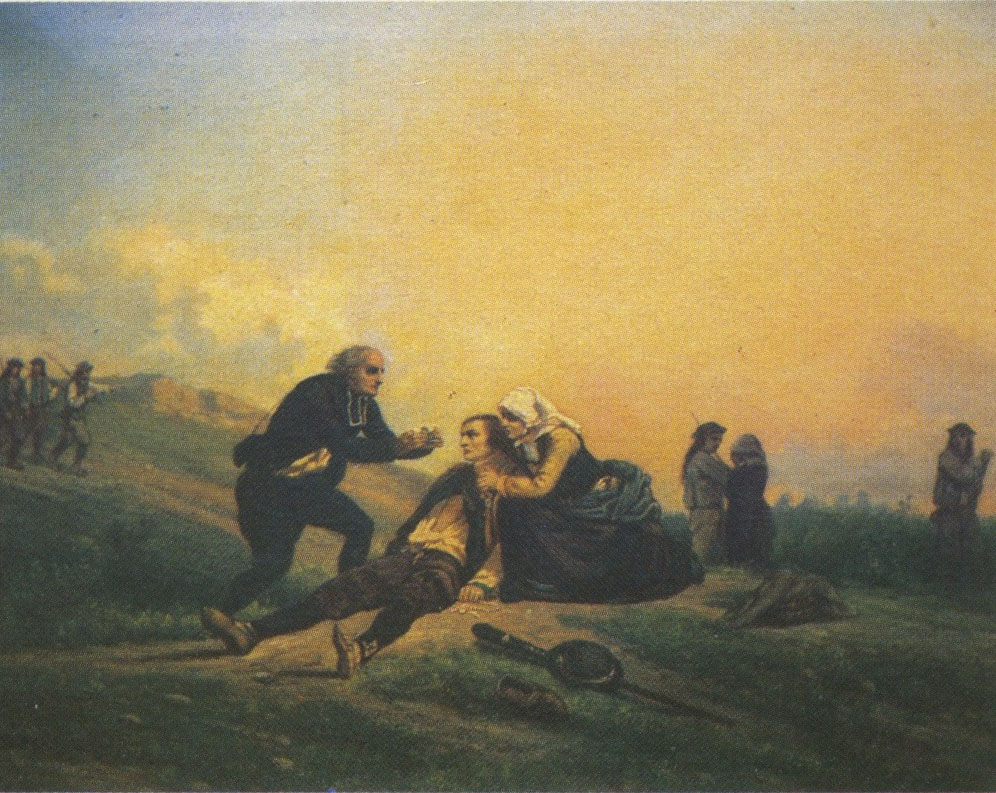
Detall de la Batalla de Chantonnay

La Batalla de Chantonnay fou una batalla que va tenir lloc a França el 5 de setembre de 1793 dintre la Revolta de La Vendée durant la Revolució Francesa.

## Preludi
Enfortits per la seva victòria a la Luçon, els republicans comandats per Augustin Tuncq havien apoderat Chantonnay i havien establert un campament atrinxerat a Roches-Baritaud a la carretera de Nantes. Tot i això, Tuncq, ferit per una caiguda d'un cavall, va haver d'anar-se'n a La Rochelle per a tractament el 3 de setembre.
Els 8.000 soldats republicans comandats per Lecomte en absència de Tuncq van ocupar el fort des Roches, Chantonnay, Puybelliard, el pont de Charrault i van amenaçar Saint-Fulgent, Les Herbiers i Mortagne.
Per tal de desallotjar-los, Royrand va demanar ajuda a l'exèrcit d'Anjou. Aquest, dirigit pel general D'Elbée, va fer la seva unió amb les tropes de l'exèrcit del centre a Les Herbiers. D'Elbée va ser secundat per La Fleuriais que va substituir als ferits Bonchamps, i Stofflet.

## Batalla
L'exèrcit de Vendée, de fornida amb 18.000 homes, va partir durant la nit; A les 5 del matí, Royrand va atacar el Fort des Roches però amb l'objectiu de fixar la guarnició allà. Fleuriot va atacar el pont de Charrault, però els republicans es van retirar sense lluitar mentre Royrand esperava el so de la canonada al pont abans de llançar un atac general. Quant a d'Elbée, va atacar Puybelliard.
Des del fort, Lecomte va enviar l'ajudant general Marceau-Desgraviers a reforçar-se amb dos batallons a Puybelliard. L'ajuda va ser insuficient, aviat Marceau va demanar altres reforços, Lecomte va enviar llavors altres dos batallons però va ser en va i els vendeans van apoderar-se del Puybelliard i després del Chantonnay.
Royrand va decidir llavors llançar l'atac general, l'artilleria va bombardejar el fort que després no va resistir l'assalt dels venecians. Els vendeans van poder recuperar l'artilleria i la munició que havien perdut a Luçon. Durant el combat, el batalló de Deux-Sèvres Le Vengeur, amb 300 homes, que s'havia distingit en les batalles anteriors, va ser gairebé completament destruït.
El general Lecomte, ferit durant la batalla, després va acusar Tuncq de no haver-se donat cap disposició a les defenses, d'haver-lo deixat sense informació i d'haver-se deixat amb mapes i correspondència. Rossignol, general en cap de l'exèrcit de les costes de La Rochelle, va aprofitar l'ocasió per destituir Tuncq i fer-lo arrestat. Tuncq no va ser alliberat i no es va reintegrar a l'exèrcit fins després del 9 de Termidor.

## Ordre de batalla

### Exèrcit Republicà
- 3r. batalló de voluntaris de la Charente-inferieur conegut com el batalló de Saint-Jean-d'Angély
- 6è batalló de voluntaris de Charente-inférieure
- 4t batalló de voluntaris de la Dordonya també anomenat/4t Batalló de la República
- Caçadors de l'Oise
- 3è batalló de voluntaris de Deux-Sèvres
- Batalló Sèvres i Charente, també anomenat batalló Avenger, o 2n Batalló de la Vendée, o batalló Venjadors.
- 7è formació batalló Orleans
- 10è batalló de la formació Orleans
- Batalló d'Igualtat
- Batalló de la Unió